# Claire Carver-Dias
Claire Rhiannon Carver-Dias (* 19. Mai 1977 in Burlington) ist eine ehemalige kanadische Synchronschwimmerin.

## Erfolge
Claire Carver-Dias gehörte bei den Weltmeisterschaften 1998 in Melbourne erstmals zur kanadischen Mannschaft, blieb bei den Wettkämpfen aber ohne Medaillengewinn. Ein Jahr darauf erzielte Carver-Dias mit der kanadischen Equipe bei den Panamerikanischen Spielen in Winnipeg das beste Resultat aller Mannschaften, noch vor den Vereinigten Staaten und Mexiko. Darüber hinaus sicherte sie sich mit Fanny Létourneau auch im Duett die Goldmedaille. Bei den Olympischen Spielen 2000 in Sydney gehörte Carver-Dias unter anderem zum Aufgebot Kanadas im Mannschaftswettbewerb. Zusammen mit Lyne Beaumont, Jacinthe Taillon, Erin Chan, Catherine Garceau, Fanny Létourneau, Kirstin Normand und Reidun Tatham gelang ihr mit 97,357 Punkten das drittbeste Ergebnis des Wettkampfs, womit die Kanadierinnen hinter den Russinnen, die mit 99,146 Punkten Olympiasiegerinnen wurden, und den mit 98,860 Punkten zweitplatzierten Japanerinnen die Bronzemedaille gewannen. Im Duett erzielte Carver-Dias mit Fanny Létourneau sowohl in der Qualifikation als auch im Finale das fünftbeste Resultat. Ein Jahr nach den Spielen beendeten Carver-Dias und Létourneau die Weltmeisterschaften in Fukuoka sowohl im Duett als auch in der Mannschaftskonkurrenz auf dem dritten Platz. Die Commonwealth Games 2002 in Manchester schloss Carver-Dias im Solowettbewerb wiederum auf dem ersten Platz ab und gewann mit Fanny Létourneau im Duett ebenfalls Gold. Der Weltcup 2002 in Lausanne war Carver-Dias’ letzter internationaler Wettkampf.